# Cattleya mendelii
Cattleya mendelii là một loài thực vật có hoa trong họ Lan. Loài này được Dombrain mô tả khoa học đầu tiên năm 1872.

## Hình ảnh

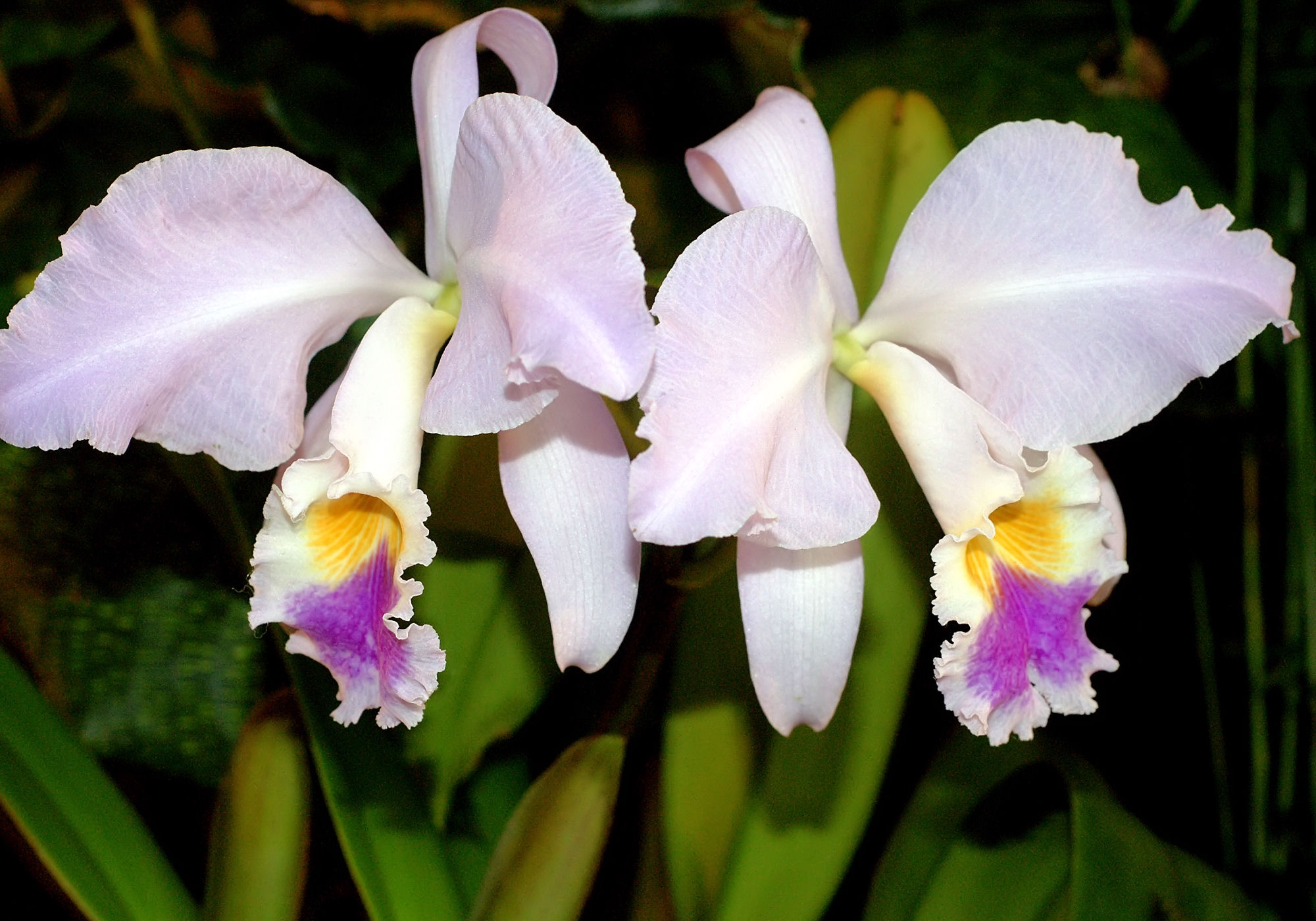
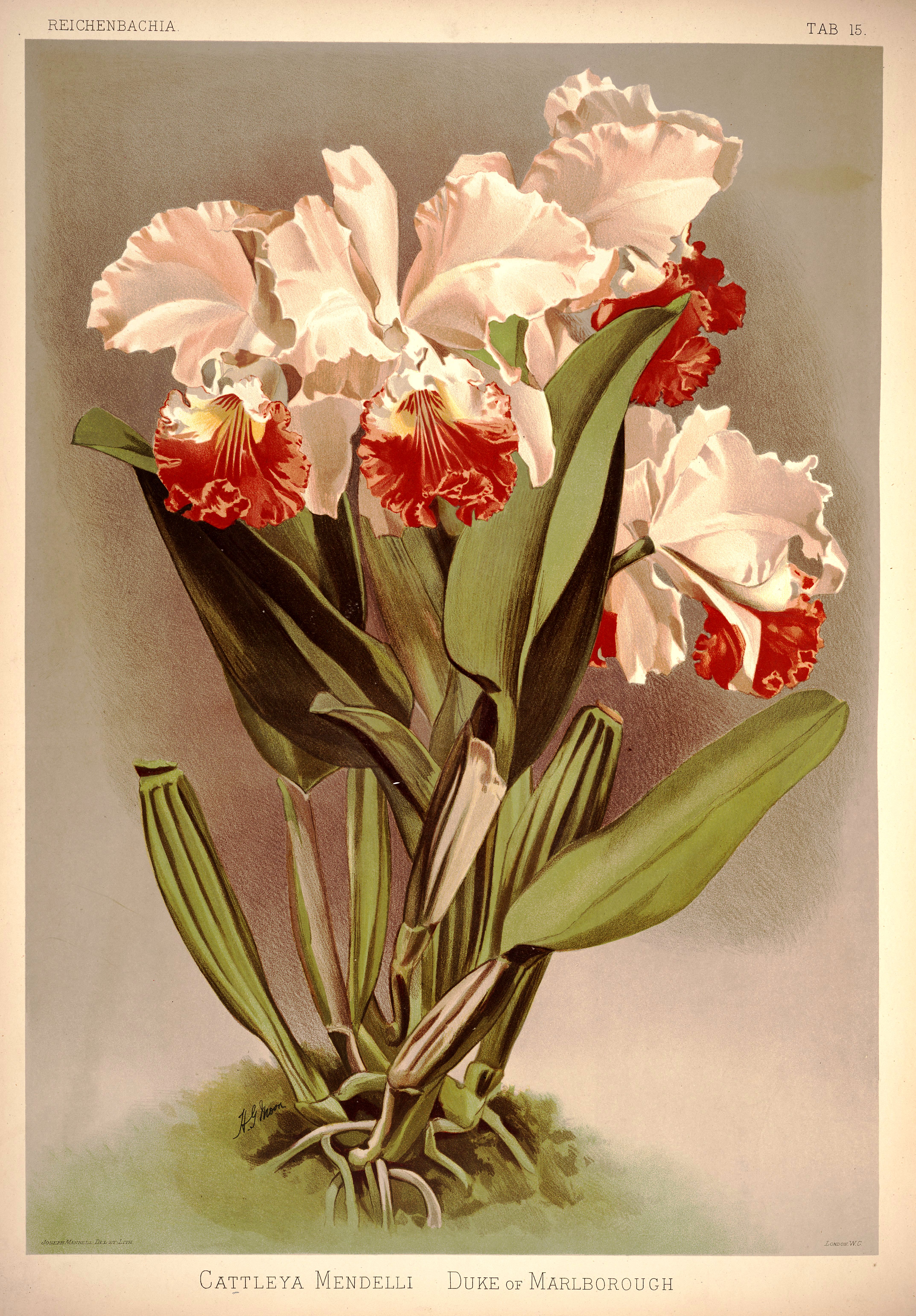
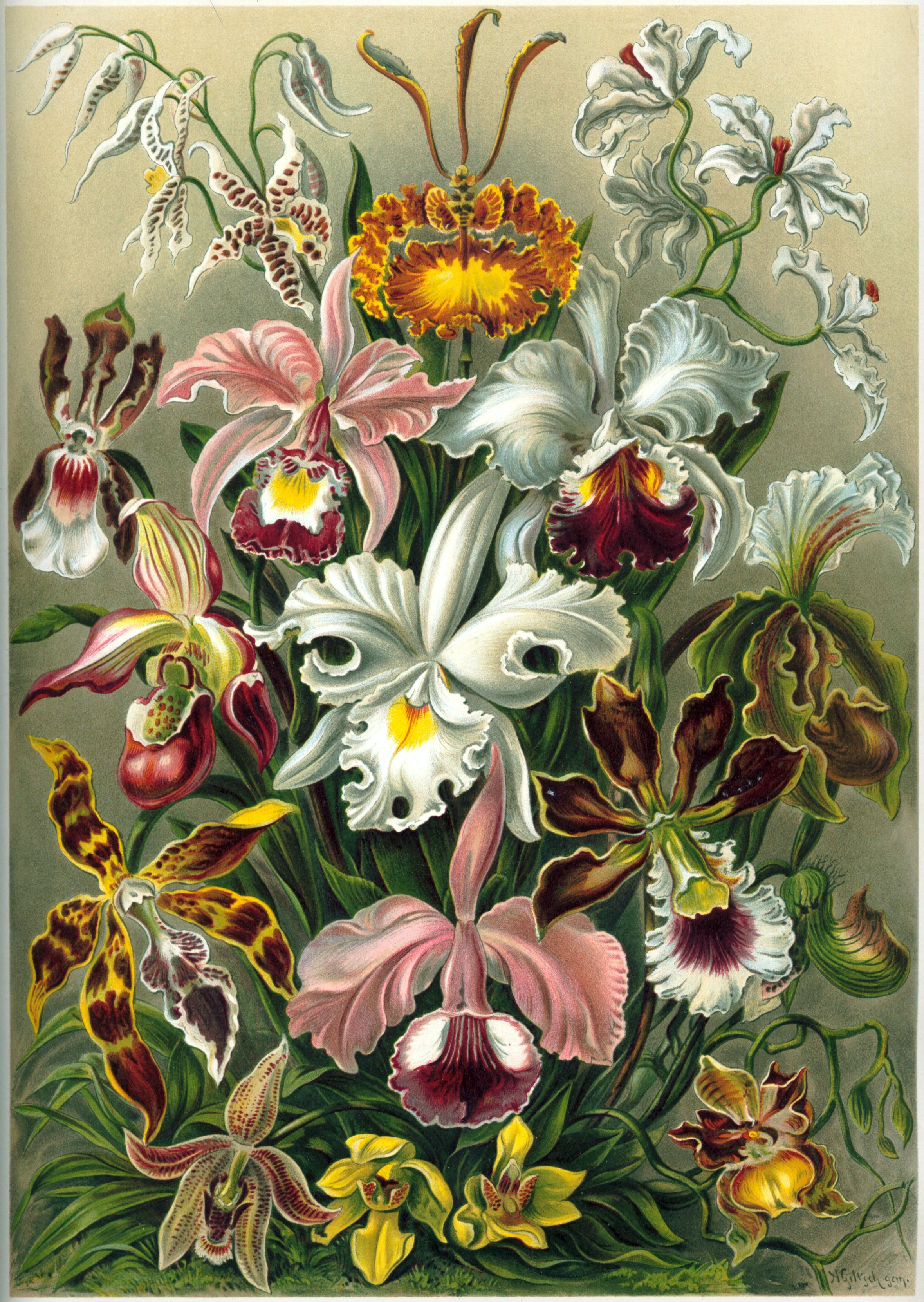